# ロンドン橋

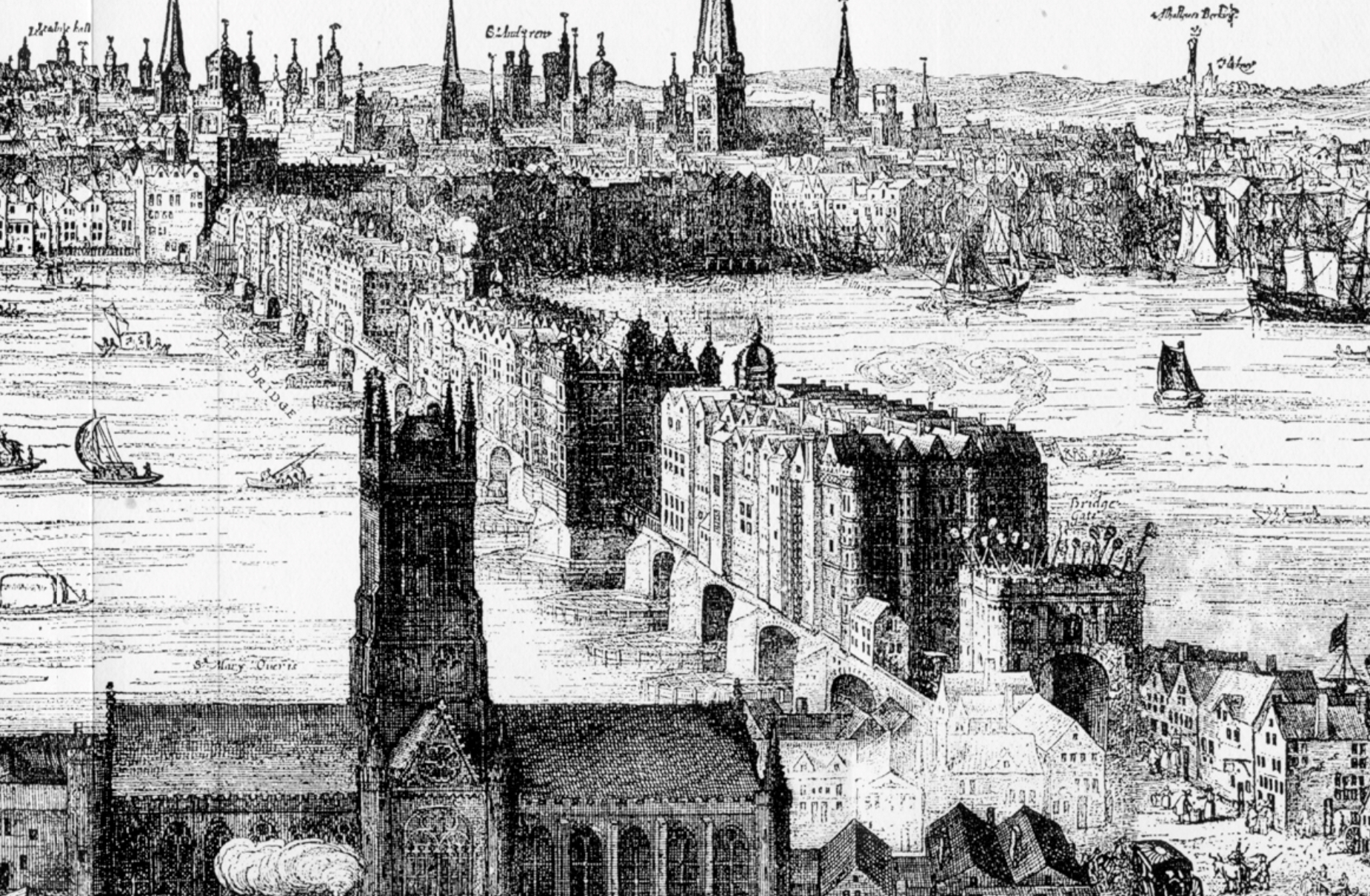
17世紀初頭のロンドン橋（クラース・ヤンスゾーン・フィスヘル画、1616）

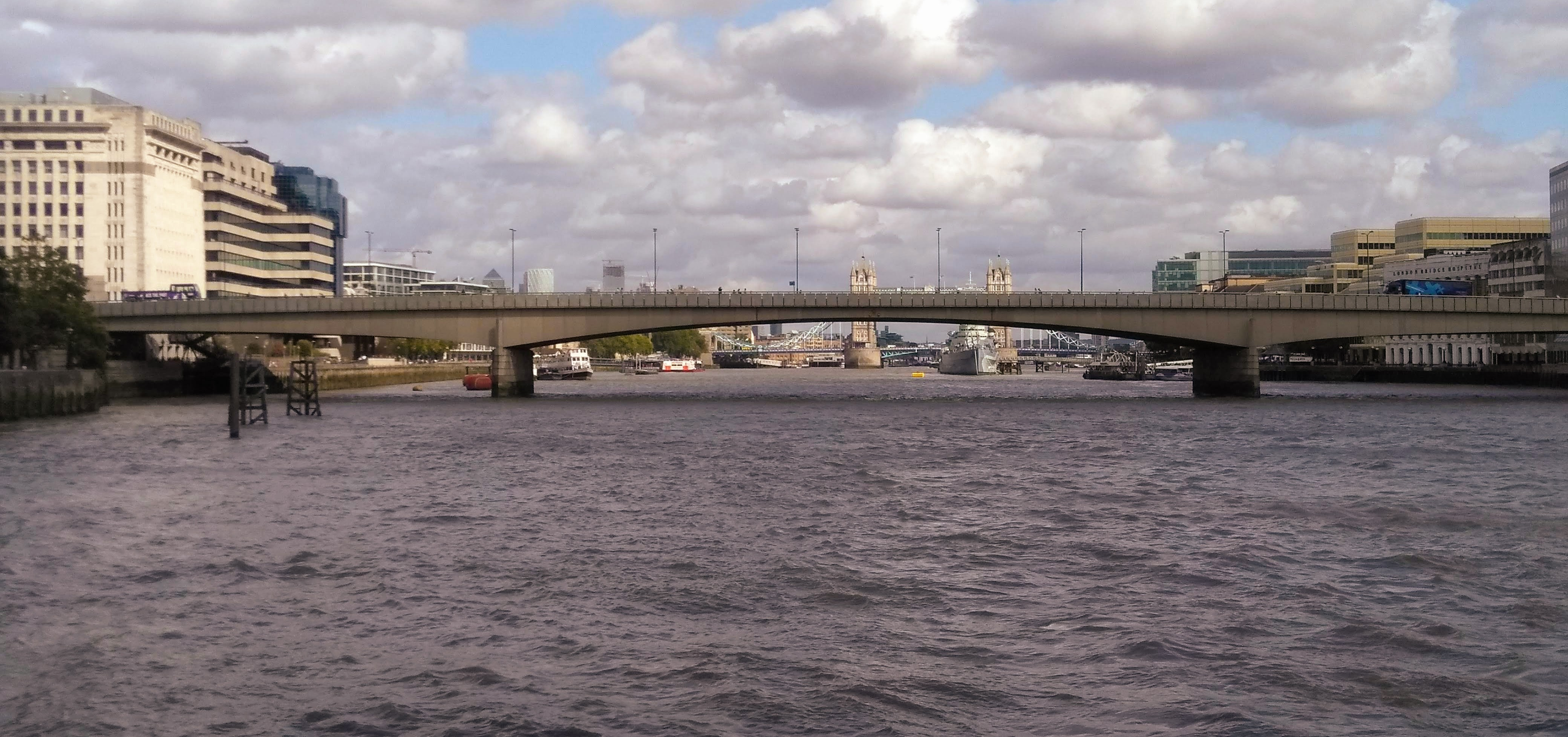
現在のロンドン橋

ロンドン橋（ロンドンばし、英語: London Bridge）は、ロンドンを流れるテムズ川にかかる橋。『ロンドン橋落ちた』という童歌によって世界に知られている有名な橋である。2000年近い歴史があり、1750年にウェストミンスター・ブリッジが架けられるまでロンドン市内でテムズ川に架かる唯一の橋であった。
現在のロンドン橋は1973年竣工のコンクリート橋で地味であるのに対して、下流にあるタワーブリッジは2つの塔を持つ跳開橋で見栄えがよい。このため、観光客はタワーブリッジの方がロンドン橋であると、勘違いすることがある。この誤解の多さが、アメリカ人実業家ロバート・P・マカロックがロンドン橋をタワーブリッジと勘違いして購入したとの都市伝説を生む理由にもなった（後述）。

## 歴史
ロンドンでテムズ川に架かった最初の橋はローマ人によるもので、西暦46年に架けられた木製のものであった。当時はローマ帝国北方の辺境にある「ロンディニウム」という小さな町であった。橋はローマ軍によって良く管理されていたが、5世紀初めごろになるとローマ帝国は衰退し、軍隊はロンディニウムから引き上げてしまった。その後、大陸から渡ってきたアングロ・サクソン人によって小王国が幾つか建国し、テムズ川が国境線となった時期もあり、橋は攻撃の対象にされたこともあった。927年、アングロ・サクソン七王国が統一され、イングランドが成立した。

### 中世
1013年、侵略してきたスヴェン1世率いるデーン人たちを分裂させるためにエゼルレッド2世によって橋は焼き落とされた。架け直された橋は1091年に嵐で崩落し、1136年には火災に遭っている。 
1136年の破壊の後、橋の管理者であったPeter de Colechurchが木製の橋を石造の永久橋に置き換える提案をした。 そのため新しく税が課され1176年ヘンリー2世 の時代にde Colechurchの監督の下、工事が始まった。この橋は完成までに33年を要しde Colechurchの死後4年経った1209年、ジョン王の時代に完成した。
ジョンは橋上に住宅を建てる考えを持っており、橋は完成後まもなく住宅、商店、さらには礼拝堂によって占められた。中世の橋は19の小さなアーチと南端に守衛所を備えた跳ね橋を持っていた。流れはさらに橋の南北に設けられた水車によっても阻害された。これによりstarlingsと呼ばれた橋の南北の橋脚間に2mという水位の差と、すさまじい急流を作り出した。 小舟を漕いでstarlingsの間を通り抜けようとしておぼれた者が多くおり、「賢いものは橋上を渡り、愚か者はその下を通る"for wise men to pass over, and for fools to pass under"」という諺が遺されている。
1381年のワット・タイラーの乱、1450年のジャック・ケイド（ジョン・モーティマー）による反乱の際に、橋での攻防戦でいくつかのアーチは崩れ、橋上の住宅も焼き払われている。

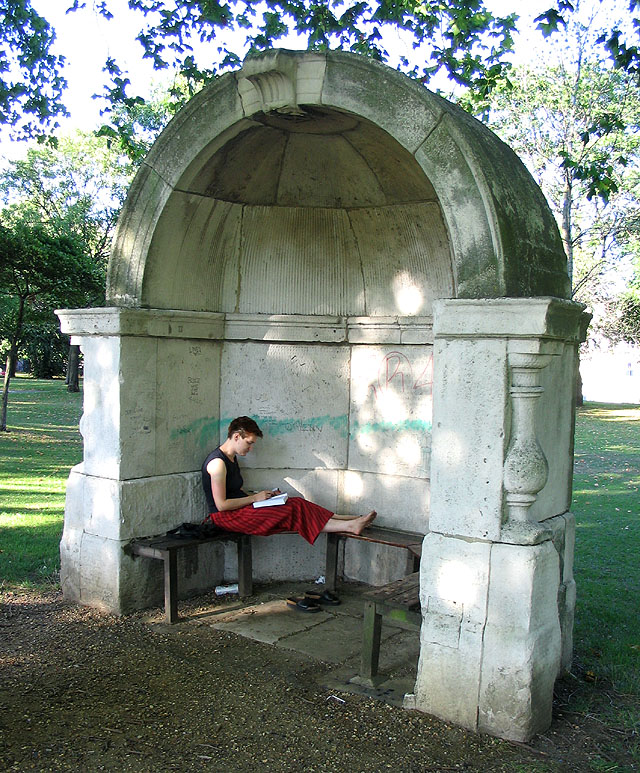
1831年に撤去された旧ロンドン橋のアルコーブで現存するもののひとつ。1860年に移築され、現在はタワーハムレッツ区のヴィクトリア公園にある。

北側の門、ニュー・ストーン・ゲートは1577年にナンサッチハウスに置き換えられた。南側の水門小屋、ストーン・ゲートウェイはロンドンでも悪名高い場所のひとつとなった。タール漬けになった謀反人の生首を矛にさしてさらした。 ウィリアム・ウォリスの首が1305年、初めて門に架けられた。他に首がさらされた有名な人物としてジャック・ケイド（1450年）やトマス・モア（1535年）、ジョン・フィッシャー（1535年）そしてトマス・クロムウェル（1540年）などがいる。あるドイツ人旅行者が1598年に30以上もの首が橋にさらされたことを数えている。 この慣行は最終的に1660年、チャールズ2世による王政復古の際に廃止された。
橋上の建築物は大火の危険とアーチへの負荷を増大させた。1212年あるいは1213年、ロンドン大火以前で最も大きいと考えられる火災が橋の両端から同時に発生し、橋上の人々を襲い3000人が亡くなったとされる。1633年にも別の大火が起こり橋の北側3割を破壊したが、このことが1666年のロンドン大火での橋の損傷を防ぐこととなった。1722年までに交通混雑が非常に激しくなり市長が「サザクからシティへ向かうすべての馬車類はこの橋の西側を通行し、シティから出て行く交通は東側を通行するように」との布告を出した。1758年から1762年にかけて水上交通改善のため中心の2つのアーチがより広い梁間のものに交換され、それとともに家々も除去された。

### 近代
18世紀の終わりには交通量に対し狭隘になり、ロンドン橋自体も600年以上使用され老朽化していたが、1799年、新しい橋の設計コンペが開催され、トーマス・テルフォードが180mの長さの単式鋼鉄アーチを持つ橋を応募した。革新的な彼のデザインは入賞したが、実現可能性の不確実さと、建設に要する土地の膨大さのため採用されることはなかった。橋は5連の石造アーチによるものとなった。ジョン・レニーの設計によるものである。
新たな橋は旧橋より30m西（上流）に7年の歳月と2,000,000ポンドを費やし、レニーの息子によって1831年に完工した。旧橋は新橋開通まで使用され、その後廃棄された。レニーの橋は大理石で造られ、長さは283m、幅は15 m、公式の開通日は1831年8月1日である。その日、式典がウィリアム4世とアデレード王妃出席のもと、橋のたもとの会場で行われ、HMSビーグル号がこの橋の下を最初に通った。1902年から4年にかけて慢性的な渋滞に対処するため16mから20mに拡幅された。しかし、これが橋の基礎に過大な負荷を与えることとなり、工事後に橋が8年に1インチの割合で沈下する事となった。1924年には橋の東側が西側よりも3cmか4cm低下した。

### ロンドン橋の売却
1831年完成のレニーのロンドン橋は、基礎の沈下のために取り壊されることになったが、これを売却するアイディアをIvan Luckinが提案し、公募にかけられた。結局、1968年4月18日にレニーの橋はアメリカの企業家ロバート・P・マカロックに2,460,000ドルで売却された。売却された橋は、マカロックが建設した計画都市レイクハバスシティに復元され、1971年10月10日に開通式が行われた。現在この橋は、グランド・キャニオンに続くアリゾナ州第2の観光名所となっている。
タワーブリッジがロンドン橋であるとの勘違いが蔓延していたことから、マカロックはタワーブリッジと勘違いしてロンドン橋を購入したとの都市伝説が生まれた。 この都市伝説は、Ivan Luckin自身によって明確に否定されている。また、ロンドン橋のアメリカ移設についての書籍を著したTravis Elboroughも否定している。

### 現代
現在のロンドン橋は建築家のジョン・モウレムによって1967年から1972年にかけて造られた。3連のプレストレスト・コンクリート梁からなる全長283mの橋梁である。開通は1973年3月17日、エリザベス2世によってなされた。 400万ポンドの費用はブリッジ・ハウス・エステイツが用意し、その一部は古い橋の売却収入があてられた。 現在の橋はレニーの橋を部品ごとに解体しながら、同じ位置に造られていった。
ロンドン橋はタワーブリッジとキャノン・ストリート鉄道橋の間に位置する。市内のシティとサザークを結び、プール・オブ・ロンドンの西端に位置する。橋の南側にはサザーク大聖堂とロンドン・ブリッジ駅が、北側にはロンドン大火記念碑とバンク・アンド・モニュメント駅がある。
現在の橋はロンドンとポーツマスとを結ぶ道路A3の一部であり、大ロンドン庁により維持管理されている。